# Gramercy

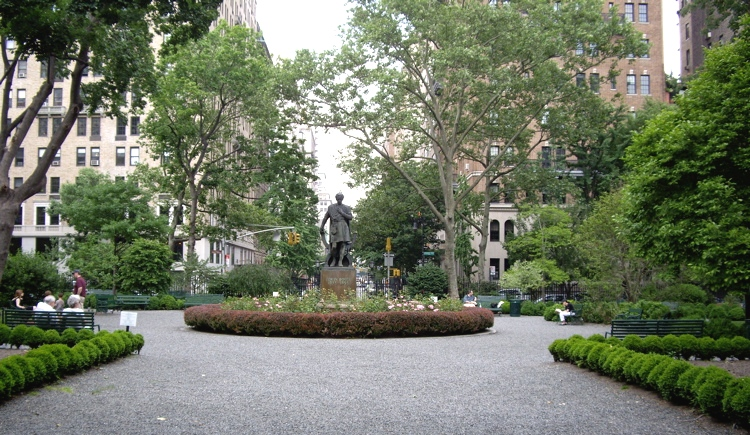
Gramercy park

Gramercy je místní část Manhattanu, která obklopuje Gramercy Park, což je soukromý park mezi Východní 20. a 21. ulicí při Lexington Avenue. Britsky znějící název zvolil developer této čtvrti, Samuel B. Ruggles v roce 1831.
Ohraničuje ho 14. ulice, První Avenue, 23. ulice a Park Avenue South. Na západě se nachází Flatiron District a Union Square, na jihu East Village na východě Stuyvesant Town a na severovýchodě Kips Bay.